# Scuola superiore per mediatori linguistici Carlo Bo
La Scuola superiore per mediatori linguistici Carlo Bo o Istituto di Alti Studi SSML Carlo Bo è un istituto universitario italiano con sede a Milano, Roma, Firenze, Bologna e Bari. L'istituto, la cui sede principale è situata a Milano in via Simone Martini 23, è l'attualizzazione della scuola superiore per interpreti e traduttori fondata a Milano nel 1951. 
La SSML Carlo Bo ha un corso triennale in Scienze della Mediazione linguistica che rilascia un titolo equipollente al diploma di laurea in Scienze della Mediazione Linguistica. Allo studio obbligatorio dell'inglese, si aggiunge una seconda lingua tra arabo, cinese, francese, russo, spagnolo, tedesco e portoghese, alle quali si aggiunge la possibilità di corsi extracurricolari nelle lingue giapponese e svedese, oltre ai laboratori di scrittura in lingua italiana e di interpretazione simultanea in inglese, francese, spagnolo e tedesco.

## Storia
La SSML Carlo Bo nasce a Milano nel 1951 come scuola superiore per interpreti e traduttori (SSIT); è stata fondata dal critico letterario Carlo Bo e dal docente Silvio Federico Baridon con lo scopo di formare figure professionali qualificate nel campo delle lingue straniere per incrementare i contatti dell'Italia con il resto del mondo. In origine, il palazzo che ospitava la scuola sorgeva in via Silvio Pellico, nei pressi della galleria Vittorio Emanuele II. 
Dal 1953, all'apertura di una nuova sede a Roma, è seguita, nel tempo, l'inaugurazione delle sedi di Firenze, Bologna, Napoli, Bari e Genova. Nel 1955 la SSIT ha consolidato il proprio assetto e ha assunto la struttura istituzionale di fondazione; nel 1958 è stata eretta in Ente Morale. Nel 1968 ha promosso e realizzato la fondazione di un Istituto Universitario che, partendo dalla base fondamentale delle lingue straniere, è diventato negli anni la Libera Università di Lingue e Comunicazione IULM.